# 이슬람 두구치예프
이슬람 베테르술타노비치 두구치예프(러시아어: Исла́м Бетерсулта́нович Дугучи́ев, 아제르바이잔어: İslam Betersultanoviç Duquçiyev, 1966년 4월 15일~)는 러시아와 아제르바이잔의 레슬링 선수, 지도자이다. 1992년 하계 올림픽 그레코로만형 페더급에서 은메달을 획득했으며 세계 선수권 대회에서 금메달 4개, 유럽 선수권 대회에서 금메달 3개, 은메달 1개를 획득했다.